# Quebrada Cabritería

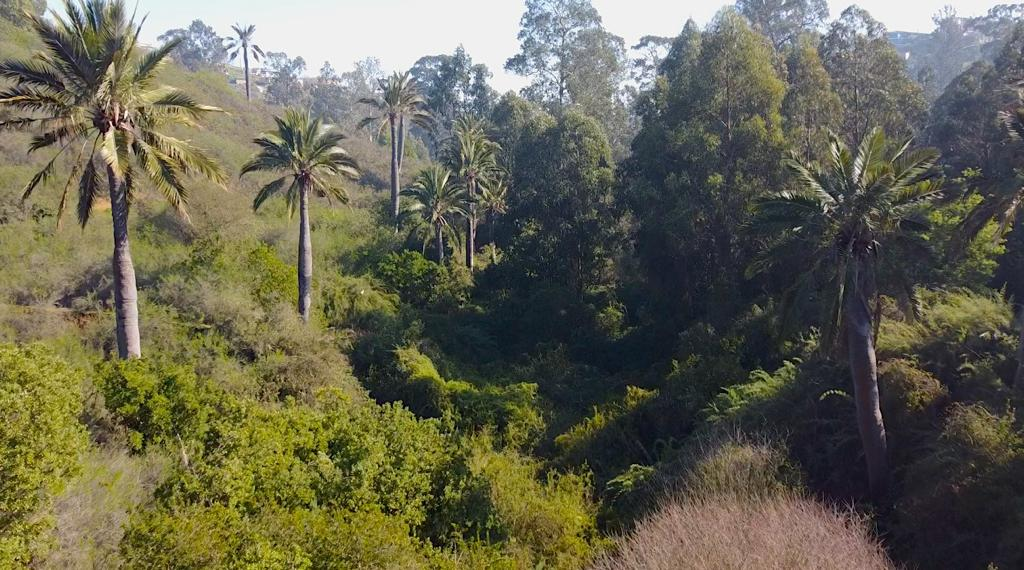
Foto aérea del palmar de Cabritería que comprende un bosque de preservación, en Parque Cabritería, Comuna y Región de Valparaíso, Chile.

La Quebrada Cabritería es un área verde municipal ubicada en Valparaíso, Chile, en la que se ha evidenciado la presencia de flora endémica de la zona. Es una de las áreas verdes más extensas y de mayor superficie de la ciudad de Valparaíso y está localizada entre los cerros Placeres, Barón y Rodelillo, y con más de 4 km de extensión y sobre 90 hectáreas. El sitio abarca desde la parte alta de estos cerros y finaliza en el sector Yolanda, que colinda con el mar. Se trata de una de las pocas quebradas de la comuna que no ha sido abovedadas o asfaltadas.

## Historia
Fue oficializada mediante decreto alcaldicio número 2888 publicado el 27 de julio de 2018, como parte de una modificación parcial al plano regulador comunal anunciada por el alcalde de Valparaíso el 22 de mayo de 2018.
Fue el lugar de fusilamiento de Diego Portales.

## Biodiversidad

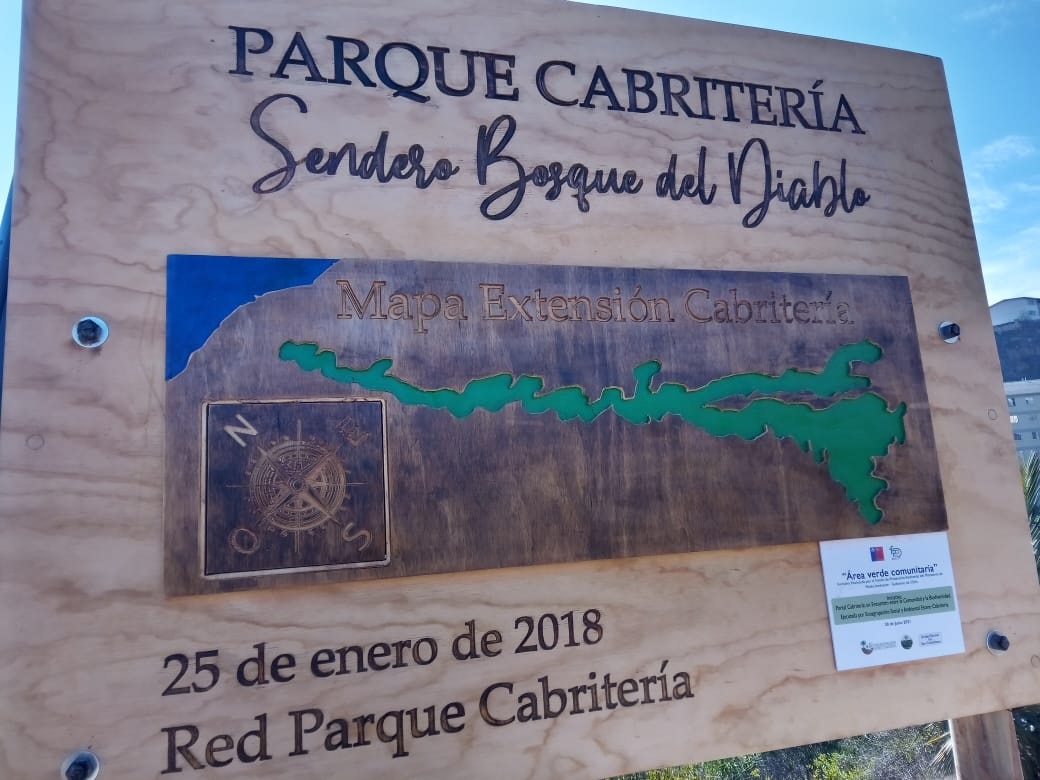
Representa un hito que se marcó cuando la comunidad se organiza y realiza una inauguración simbólica el año 2018. Parque Cabritería, Comuna y Región de Valparaíso, Chile.

Contiene el palmar más grande la comuna que posee 90 hectáreas, del cual 60 son bosque nativo y esclerófilo.
En la quebrada existe un curso de agua superficial y permanente que desemboca en el mar, donde se ha observado más de 30 especies diferentes de aves, destacando rapaces como Parabuteo unicinctus (Peuco), Geranoaetus polyosoma (Aguilucho), Glaucidium nanum (Chuncho), Falco sparverius (Cernícalo), y las endémicas Cytalopus fuscus (Churrín del Norte) y Pseudasthenes humicola (Canastero). También se ha encontrado el marsupial Thylamys elegans (Yaca), especie en categoría de “Vulnerable”.  Toda esta diversidad está sostenida por un curso permanente de agua natural de carácter superficial en toda su extensión, lo que la convierte en un humedal urbano.
Es posible reconocer una serie de amenazas que en la actualidad mantienen expuesta a la quebrada a una serie de vulnerabilidades, como por ejemplo; construcción de viviendas informales, microbasurales, inundaciones, etc. que inciden en la desvalorización de su paisaje y en la pérdida de su biodiversidad.